# Хуліо Кортасар
Ху́ліо Флоре́нсіо Корта́сар (ісп. Julio Florencio Cortázar; нар. 26 серпня 1914, Іксель — пом. 12 лютого 1984, Париж) — аргентинський прозаїк та поет, представник напряму «магічний реалізм».

## Біографія
Хуліо Кортасар народився 26 серпня 1914 р. в Ікселі, Брюссельський столичний регіон, в сім'ї співробітника аргентинського торгового представництва. Дитинство і юність провів в Буенос-Айресі. Закінчивши школу, вступив на літературно-філософський факультет столичного університету, але через відсутність коштів за рік залишив навчання і сім років пропрацював сільським вчителем. У 1944 р. став викладати в університеті міста Мендоса. Брав участь в антидиктаторських виступах інтелігенції і був вимушений залишити педагогічну діяльність.
У 1946 р. повернувся в Буенос-Айрес, став співробітником в Книжковій палаті. Отримавши в 1951 р. літературну стипендію, виїхав до Європи, де до кінця днів жив у Парижі, довгі роки працював перекладачем при ЮНЕСКО. Почав писати дуже рано, в 1938 р. дебютував як поет-символіст збіркою сонетів «Присутність». Вірші продовжував складати впродовж усього життя, але не публікував їх; посмертно була видана лірична книга «Тільки сутінки» (1984), куди увійшли вірші і поеми, створені від початку 1950-х до 1983 р.
Письменник помер в Парижі від лейкемії 12 лютого 1984 р. Похований на паризькому кладовищі Монпарнас.

## Творча діяльність
Перше оповідання «Захоплений будинок» було надруковано в 1946 р. в журналі, що видавав Борхес, якого Кортасар вважав своїм наставником. Вже на початковому етапі творчості виявилася схильність Кортасара до своєрідного поєднання реальності з фантастикою, орієнтація на несподіванку, що вражає сприйняття. Нічим не примітна і зовні стійка повсякденність починала розхитуватися під впливом таємничих, ворожих сил, агресія ірреальності породжувала неясний неспокій, передчуття небезпеки — романи «Іспит» (написаний в 1950 р., побачив світ тільки в 1986 р.), «Виграші» (1960), збірки оповідань «Бестіарій» (1951), «Кінець гри» (1956—1964). Фантастична вигадка дозволяла припустити сумнівність і умовність сталих уявлень про оточення, відчути примарність і крихкість звичних співвідношень між елементами реальності.
З роками своєрідний кортасарівський спосіб передачі фантастичного припущення видозмінився, ірраціональність подій не завжди була обумовлена втручанням сили «ззовні», нерідко незвичне, несподіване зароджувалося у внутрішньому просторі самої людини. Кортасар — визнаний майстер новели, автор збірок «Життя хронопів і фамів» (1962), «Всі вогні — вогонь» (1966), «Той, хто тут бродить» (1977), «Дехто Лукас» (1979), «Ми так любили Гленду» (1980), «Поза часом» (1982) і інших — з великою увагою відносився до цього жанру, вважаючи, що «роман перемагає завжди за очками, оповідання має виграти нокаутом». Його оповідання — розгорнені метафори, їх відрізняють концентрована атмосфера розповіді, напружена пульсація внутрішнього ритму, відшліфованість словесного матеріалу. Але славу Кортасар здобув головним чином як романіст, виступивши одним з творців «нового латиноамериканського роману».
Після написаних виключно на аргентинському матеріалі «Іспиту» і «Виграшів» в зрілий період творчості створені «Гра в класики» (1963), «62. Модель для складання» (1968); героями цих творі були не тільки аргентинці, але і французи, англійці, данці. В центрі уваги автора — сучасні соціальні, психологічні, етичні проблеми, мова ведеться про відношення до світу і інших людей, до влади, про самостійність і свободу, про егоїзм і борг, доброту і любов, але часто це предстає в суто метафоризованих варіантах. Романи відрізняє нова, незвичайна манера писання, калейдоскопічність подій, змішання стилів, ускладнені алюзії, багатошарова символіка, їх пронизує експериментаторський і ігровий дух — невичерпна фантазія автора відкриває простір для уяви і думки дійшлого читача, акту творчості, що стає співучасником. Письменник грає зі словами, образами, віртуозно використовує пародію, параболу, парадокс. Життя його героїв протікає в чисто кортасарівському інтелектуальному просторі — це групи близьких по духу і образу думок людей, не охочих вести благопристойний спосіб життя, які прагнуть своїм повсякденним існуванням спростувати існуючий світопорядок з його умовностями і стандартами.

## Видання українською
- Хуліо Кортасар. Таємна зброя / Пер. з ісп. Ю. Покальчука. — Київ: «Дніпро», 1983. — 283 с. — (Серія «Зарубіжна новела»). [Архівовано 21 квітня 2015 у Wayback Machine.]
- Хуліо Кортасар. «Слина диявола». — «Кур'єр Кривбасу», № 154, 2002. Переклала Галина Грабовська
- Хуліо Кортасар. «Переслідувач». — «Всесвіт», № 11-12, 2007. Переклала Галина Грабовська
- Хуліо Кортасар. Гра в класи / Пер. з ісп. А. Перепадя. — Харків: «Фоліо», 2008. — 539 с. — (Серія «Бібліотека світової літератури»).
- Хуліо Кортасар. «Південна автострада». — «Всесвіт», № № 3-4, 2009. Переклала Галина Грабовська
- Хуліо Кортасар. Читанка для Мануеля / Пер. з ісп. П. Таращука. — Харків: «Фоліо», 2009. — 416 с. — (Серія «Бібліотека світової літератури»).
- Хуліо Кортасар. Поза часом / Пер. з ісп. С. Борщевського. — Львів: «Кальварія», 2014. — 280 с.
- Хуліо Кортасар. Усі вогні — вогонь / пер. з ісп. Ю. Покальчука та С. Борщевського. — К. : «Видавництво Анетти Антоненко», 2018. — 160 с. — ISBN 978-617-7192-96-0.
- Хуліо Кортасар. «Таємна зброя» — К.: Видавництво Анетти Антоненко, 2020, 176 с. ISBN 9786177654406. Переклала Галина Грабовська.
- Хуліо Кортасар "Оповідки про хронопів і фамів". — К.: Видавництво Анетти Антоненко, 2023 - 96 с. ISBN: 9786175530078. Переклала Галина Грабовська.
- Хуліо Кортасар "Усі вогні — вогонь". -  К.: Видавництво Анетти Антоненко, 2023. - 160 с. ISBN: 9786175530139. Переклала Галина Грабовська.
- Хуліо Кортасар. Восьмигранник / пер. з ісп. Ірини Бонацької. — Івано-Франківськ : «Вавилонська Бібліотека», 2022. — 120 с. — ISBN 978-617-9503-42-9.
- Хуліо Кортасар. Бестіарій / пер. з ісп. Олександри Лактіонової та Інни Адруг. — Івано-Франківськ : «Вавилонська Бібліотека», 2022. — 148 с. — ISBN ?.

### Твори Кортасара
- Твори Хуліо Кортасара [Архівовано 17 березня 2015 у Wayback Machine.] на сайті Е-бібліотека «Чтиво»
- Апокаліпсис Солентінаме (1976) [Архівовано 11 листопада 2019 у Wayback Machine.]
- Декілька способів вбивства (1984) [Архівовано 12 березня 2021 у Wayback Machine.]
- Хуліо Кортасар в бібліотеці Мошкова [Архівовано 26 жовтня 2007 у Wayback Machine.](рос.)

### Про нього
- Хуліо Кортасар [Архівовано 16 жовтня 2007 у Wayback Machine.](рос.)
- Головна сторінка письменника іспанською мовою(ісп.)
- Кортасар Хуліо // Зарубіжні письменники : енциклопедичний довідник : у 2 т. / за ред. Н. Михальської та Б. Щавурського. — Тернопіль : Навчальна книга — Богдан, 2005. — А — К. — С. 791. — ISBN 966-692-578-8.